# Чорштын (гмина)
Чорштын (пол. Czorsztyn) — сельская гмина (волость) в Польше, входит как административная единица в Новотаргский повет, Малопольское воеводство. Население — 7143 человека (на 2004 год).

## Демография
| Перепись                       | Всего   | Всего | Женщины | Женщины | Мужчины | Мужчины |
| ------------------------------ | ------- | ----- | ------- | ------- | ------- | ------- |
| Единицы                        | человек | %     | человек | %       | человек | %       |
| Население                      | 7143    | 100   | 3639    | 50,9    | 3504    | 49,1    |
| Плотность населения (чел./км²) | 115,7   | 115,7 | 59      | 59      | 56,8    | 56,8    |

## Соседние гмины
1. Гмина Кросценко-над-Дунайцем
2. Гмина Лапше-Нижне
3. Гмина Новы-Тарг
4. Гмина Охотница-Дольна